# Schistura kaysonei
Schistura kaysonei és una espècie de peix de la família dels balitòrids i de l'ordre dels cipriniformes que es troba a rierols subterranis de diverses coves de la província de Khammouan (Laos).
És cec i, a diferència de la majoria d'altres peixos cavernícoles, pigmentat.
Hom creu que menja guano de ratpenats i microorganismes.
Les seues principals amenaces són la disminució dels fluxos d'aigua a conseqüència de la desforestació, la contaminació de l'aigua per l'ús d'agroquímics i la possible sobrepesca.